# Barbora Hermannová
Barbora Hermannová (* 7. listopadu 1990, Ostrava) je česká reprezentantka v plážovém volejbalu, vicemistryně Evropy z roku 2016, mistryně ČR a trojnásobná olympionička.
Do roku 2015 hrála s Martinou Williams (rozená Bonnerová), se kterou se zúčastnily několika turnajů světové série FIVB a v roce 2013 se staly mistryněmi ČR. V létě 2015 začala hrát s Markétou Nausch Slukovou, od té doby se pravidelně účastní turnajů světové série FIVB. Společně se kvalifikovaly na LOH v Riu de Janeiru 2016.  a LOH v Tokiu 2021, kde ale kvůli COVID-19 neodehrály ani jeden zápas. Od listopadu 2021 vytvořila tým s Marii-Sárou Štochlovou se kterou se kvalifikovala na LOH v Paříží, poté co jejich přemožitelky z Nations Cup z Nizozemí, nesplnily národní kritéria. S Marii-Sárou Štochlovou hrála až do konce roku 2024. 8. dubna 2025 oznamila přerušení aktvní kariéry z důvodu těhotenství.
S Markétou Nausch Slukovou vyhrály v roce 2015 čtyřhvězdičkový turnaj Antalaya Open, o rok později slavily stříbro na mistrovství Evropy. V roce 2017 získaly na světovém okruhu bronz (Rio de Janeiro 4*) a stříbro (Poreč 5*) a skončily třetí ve finále CEV Continental Cupu. O rok později ovládly prestižní pětihvězdičkový turnaj FIVB ve Vídni, čtyřhvězdičkový turnaj před domácím publikem v Ostravě, získaly bronz na mistrovství Evropy a stříbro ve finále Světového okruhu v Hamburku. Jako první český beachvolejbalový pár v historii obsadily post světových jedniček, který jim patřil během srpna 2018. V témže roce získaly prestižní ocenění Queen of the Beach, které uděluje Evropská volejbalová federace.
V roce 2019 zvítězily na turnaji v Kuala Lumpur (3*), přidaly stříbro v Sia-menu (4*) a staly se také mistryněmi ČR. Ve finále FIVB WT 2019 v Římě skončily na pátém místě.
S Marii-Sárou Štochlovou vyhrála turnaj kategorie "Challenger" v Dubaji v roce 2022, domáci turnaj kategorie "Future" v Brně v roce 2023 a dvakrát slavily titul Mistryň ČR v roce 2023 a 2024.